# Bokoro (Mai-Ndombe)
Bokoro est une localité du territoire de Kutu dans la province du Mai-Ndombe au Congo-Kinshasa.

## Géographie
Elle est située sur la rive gauche de la Lukenie au sud-est du chef-lieu territorial Kutu.

## Administration
Localité de 20 687 électeurs enrôlés pour les élections de 2018, elle a le statut de commune rurale de moins de 80 000 électeurs, elle aura 7 conseillers municipaux.